# Eugenia microcarpa
Eugenia microcarpa là một loài thực vật thuộc họ Myrtaceae. Đây là loài đặc hữu của Brasil.